# Celtic Woman: The Greatest Journey
Celtic Woman: The Greatest Journey (sottotitolato Essential Collection) è il quarto album in studio del gruppo musicale Celtic Woman, pubblicato nel 2008.

## Tracce
1. The Call – 4:19
2. Pie Jesu – 3:31
3. Harry's Game – 2:32
4. The Butterfly – 3:02
5. The Voice – 3:07
6. Danny Boy – 3:26
7. Orinoco Flow – 3:33
8. You Raise Me Up – 4:42
9. Shenandoah - The Contradiction – 4:04
10. Isle of Inisfree – 3:29
11. Dúlamán – 3:06
12. Green the Whole Year Round – 4:49
13. Ave Maria – 2:55
14. The Sky and the Dawn and the Sun – 5:21
15. Somewhere – 2:14
16. Beyond the Sea – 3:21
17. Mo Ghile Mear (bonus track) – 5:06
18. Spanish Lady (bonus track) – 2:18

## Formazione
- Chloë Agnew – voce
- Órla Fallon – voce
- Lynn Hilary – voce
- Lisa Kelly – voce
- Méav Ní Mhaolchatha – voce
- Máiréad Nesbitt – violino